# Lugalbanda
Lugalbanda anomenat "el Pastor" va ser un rei de Sumer, de la primera dinastia d'Uruk, que per unes inscripcions trobades a Xuruppak es creu que va ser el pare del rei heroi Guilgameix, un heroi humà que va ser divinitzat. La seva historicitat no està comprovada per cap troballa.
La llista de reis sumeris li dona un mític regnat de 1.200 anys. A la llegenda de Lugalbanda a la cova de la muntanya, el seu predecessor a Uruk, Enmerkar, va mobilitzar l'exèrcit contra Aratta, i Lugalbanda era el seu cap militar. Segons una narració sumèria, Lugalbanda en un moment donat es va desmaiar i semblava que havia de morir. Les seves tropes, al veure l'estat en què es trobava, el van deixar en una cova amb menjar, beure i encens i van seguir camí; quan Lugalbanda es va recuperar. Una llegenda diu que el deu Xamaix, identificat amb Utu, el pare d'Enmerkar, li va donar l'aigua de la vida i el va salvar. Lugalbanda va tenir visions i va demanar ajut; la darrera part de la llegenda es fragmentaria. A Lugalbanda i l'ocell Anzu, semble encara perdut a les muntanyes de Lullubi,però va obtenir l'ajut del ocell gegant Anzud i gràcies a ell va poder reunir-se amb l'exèrcit d'Enmerkar a temps d'assetjar Aratta. Després d'un any d'atacs frustrats Enmerkar va decidir enviar una crida a la deessa Inanna a Uruk, demanant assistència igual com l'havia assistir en construir una muralla contra els amorrites l'any 50 del seu regnat; finalment els voluntaris de Lugalbanda van anar a Uruk i van lliurar la petició a Inanna que va respondre explicant com es podia aconseguir el control d'Aratta i els seus recursos. A les versions sumèries de l'Epopeia de Guilgameix aquest rei s'anomena a si mateix el fill del sagrat Lugalbanda i de Ninsun. En posteriors versions accàdies queda clar que Lugalbanda i la seva esposa Ninsun van ser deïficats i que Guilgameix els considerava no només els seus pares sinó deïtats.